# Physics of the Solid State
Physics of the Solid State is een aan collegiale toetsing onderworpen wetenschappelijk tijdschrift op het gebied van de vastestoffysica. Het publiceert werk van de leden van de Russische Academie van Wetenschappen. Het wordt uitgegeven door Pleiades Publishing, terwijl de online versie wordt verzorgd door Springer Science+Business Media.
De naam wordt in literatuurverwijzingen meestal afgekort tot Phys. Solid State.